# Henric Deutsch
Henric Deutsch, född 16 juni 1772 i Åbo, död 31 mars 1838 i Torneå, var en finländsk läkare.
Deutsch var son till akademiadjunkten och prosten David Deutsch. Han inskrevs 1787 som student vid Kungliga Akademien i Åbo och blev filosofie kandidat där 1793. Han disputerade där på en avhandling under Johan Bilmarks presidium och promoverades till filosofie magister 1795. År 1797 blev han medicine licentiat vid samma lärosäte och slutligen medicine doktor 1802.
Deutsch tjänstgjorde som fältläkare under Gustav III:s ryska krig, var fattigläkare i Stockholm 1797 och blev därefter provinsialläkare i Torneå provinsialläkardistrikt samt fick 1799 motsvarande tjänst på Åland men återkom 1805 till provinsialläkartjänsten i Torneå distrikt. År 1812 fastställdes att tjänsten var rysk och inte svensk. Deutsch reste 1814–1815 för Finska ekonomiska sällskapets räkning i norra finska Lappland för att samla in ekonomiska och statistiska uppgifter. Han utnämndes till assessor 1835. 
Deutsch var gift med Sara Maria Sandberg, som var dotter till kyrkoherden Olof Sandberg i Övertorneå. I äktenskapet föddes två barn bosatta i Sverige, nämligen Henrica Deutsch, som gifte sig med grosshandlaren och skeppsredaren Johan Bergman Olson, och kommerserådet Emanuel Deutsch.